# عباس کاظمی آشتیانی

## زندگی نامه
عباس کاظمی آشتیانی (زاده دی ماه ۱۳۳۵ در تهران) فوق تخصص و جراح پلاستیک و زیبایی،ترمیمی،کام شکاف دار،سوختگی است
ایشان استاد تمام دانشگاه علوم پزشکی ایران و عضو انجمن جراحان زیبایی آمریکا(ASPS) در بیمارستان حضرت فاطمه وابسته به دانشگاه علوم پزشکی ایران به آموزش و جراحی می پردازد
ایشان تاکنون بیش از 2400 جراحی موفق در درمان بیماری های ناهنجاری مادرزادی از جمله: کام شکاف دار و... داشته است
او هم اکنون در بیمارستان های دولتی تهران فعالیت می کند و در کنار جراحی به آموزش دانشجویان و دستیاری پزشکی(رزیدنت) می پردازد(نیازمند منبع)